# 德拉库拉 (小说)
《德古拉》（英語：Dracula）是爱尔兰作家布拉姆·斯托克（Bram Stoker）创作的以吸血鬼为题材的小说，于1897年由Archibald Constabe & Co出版。其作者创作吸血鬼小说的动机，是由于受其前辈雪利登·勒芬纽创作的《吸血鬼卡蜜拉》影响。:44-45
本作以出身在罗马尼亚南部的外西凡尼亚，并在英国首都伦敦活跃的德古拉伯爵为主角。以及一位遭吸血鬼毒手的女性，和四位对抗德古拉的青年与医学博士凡赫辛教授为故事主线。:5本作自出版来，就一直被以包括文学、戏剧、音乐……等各领域当作创作题材。
这部小说以15世纪时瓦拉几亚（罗马尼亚南部一公国）的领主弗拉德三世为原型创作的。小说中的主人公德古拉有别于以往古代神话和传说中的吸血鬼丑陋、没有智力的动物形象，作者将吸血鬼描绘成文质彬彬、聪明、具有吸引异性魅力，能够控制受害人的思想的绅士。这本小说的成功和流行使得德古拉成为吸血鬼的代名词。这本书和《卡蜜拉》一起成为吸血鬼文化的经典小说。

## 背景
1878年，布莱姆·斯托克開始在亨利·欧文的蘭心劇院工作，布萊姆·斯托克很崇拜歐文，但歐文是個以自我為中心的人，喜歡在他的追隨者中間挑起矛盾，以維持他們對自己的依賴。斯托克对欧文的矛盾感情是他创作德古拉形象的灵感源头也是一个创新型的文学写作。1890年，斯托克透过欧文介绍，认识了在布兰佩斯大学负责教东洋语言学的阿米纽斯·范贝利教授。1892年，史托克再会阿米纽斯教授，并和其请教关于弗拉德三世的问题。到1895年正式创作《吸血鬼德古拉》:44-45

## 改編
此書曾多次被改編成舞台劇、電影及電視劇。
第一部改編自此小說的電影為無聲黑白電影，在電影業發展初期的1922年發表，導演為F·W·穆瑙。穆瑙因未能獲得授權而須為電影及片中角色名字改名（如主角德古拉則成為奥洛克伯爵），但最後仍被斯托克的遺孀起訴他侵犯版權。穆瑙敗訴後，法官命穆瑙毀滅此片所有的拷貝，但卻因盜版的存在而讓此片得以流傳後世。
第一部獲正式授權的電影改編則是1931年的《德古拉》，其實是再改編自同名舞台劇，是第一套有聲的吸血鬼電影。德古拉由貝拉·盧古喜扮演；電影中，他的口音則令到一句相當普通的「我想吸你的血。」（I want to suck your blood.）變作「I vant to suck your blood.」而成為名句。此片大受歡迎，不但拍了不少續集，如《德古拉的女儿》及《德古拉的儿子》，亦帶起了一陣恐怖片熱。
1958年，英國的咸馬電影製作公司不甘人後，發行了《德古拉》，這一次德拉庫拉則由克里斯多福·李扮演。此片相當受歡迎，續集亦愈拍愈多，最後共有8套續集，即《德古拉新娘》、《德古拉：黑暗王子》、《德古拉已经从坟墓里复活了》、《品尝德古拉的血液》、《德古拉的伤痕》、《Dracula AD 1972》、《德古拉的撒旦仪式》及《七金尸》，而最後的一套更是與邵氏電影合作。
最近一次改編自此書的大型製作則為1992年的《吸血鬼：真爱不死》（又譯《吸血殭尸：惊情四百年》），由弗朗西斯·科波拉執導，蓋瑞·歐德曼飾德古拉，其餘主要演員有基努·李維、安東尼·鶴健士及薇諾娜·瑞德等。

## 人物
| 人物                     | 概述 |
| ------------------------ | --- |
| 德古拉                   | 本作核心角色，伯爵。對外表現具有風度，其實是擅長操控他人精神的吸血鬼。討厭大蒜、陽光、宗教物品。在喀爾巴阡山脈有棟私人城堡。與包含喬納森和凡赫辛在內的一行人斡旋，最終分別被喬納森斬首、遭昆西刺中心臟而消滅。                                                                               |
| 伊莉莎白                 | 德古拉的妻子。 |
| 喬納森·哈克              | 新晉英國律師，故事開始時是米娜的未婚夫。因為造訪德古拉伯爵所在的城堡，此後與德古拉展開爭鬥。後來和米娜結婚，結局時（七年後）與米娜育有一子昆西·哈克。 |
| 凡赫辛                   | 吸血鬼猎人兼医生，通曉吸血鬼的習性，在喬納森等人對抗德古拉期間給予不少幫助。 |
| 露西·韦斯特拉            | 米娜的朋友，倫敦第一個被吸血者，被轉變為吸血鬼。最終在墳墓理被木樁貫穿心臟和斬首後消滅。 |
| 米娜·哈克                | 露西最好的朋友，故事開始時本名米娜·莫里 ( Mina Murray)，是喬納森的未婚妻。後來與喬納森結婚改姓哈克，被德古拉吸血，但因為凡赫辛等人從中協助消滅德古拉，免於變成吸血鬼。結局時（七年後）與喬納森育有一子昆西。                                                                                 |
| 昆西·莫里斯              | 米娜的追求者，後來和米娜維持友好關係，幫助喬納森與凡赫辛對抗吸血鬼。後來在與羅姆人的戰鬥中受了致命傷而死。結局時喬納森與米娜將兒子命名為昆西，以紀念他的貢獻與犧牲。 |
| 約翰·蘇厄德              | 精神病院的醫生兼管理者，亞瑟與昆西的好友，凡赫辛的學生。習慣記錄自己看診的經歷。曾向露西求婚被拒，仍在露西生病時看護她，決意幫助一行人消滅德古拉。結局時（七年後）已和某位女子結婚，過著幸福的生活。                                                                                         |
| 亞瑟·霍姆華德            | 戈達爾明勳爵的獨生子，與露西訂有婚約，但曾向露西求婚的昆西、約翰成為朋友。劇情中期繼承父親的遺產與頭銜，在露西被轉化成吸血鬼後，將木樁刺入露西體內，提供資金和協助一行人調查德古拉伯爵的莊園所在地，為一行人獵殺德古拉伯爵立下許多功勞。結局時（七年後）與已和某位女子結婚，過著幸福的生活。 |
| 雷菲爾                   | 德古拉伯爵的心腹，忠於德古拉伯爵，但在私底下暗地保護米娜。後來因為被德古拉伯爵奪去力量，向凡赫辛透露德古拉捕捉米娜的經過，最終被德古拉殺死。 |
| 杰克西华                 | 英国的精神科医生，范海辛教授的学生，委托教授提露西诊察。:180-181 |
| 戈德尔明爵士亚瑟汉姆伍德 | 英国贵族，露西的未婚夫。:180-181 |